# どぶろくの辰 (1962年の映画)
『どぶろくの辰』（どぶろくのたつ）は、1962年4月25日に公開された、監督稲垣浩、主演三船敏郎。
本作の製作に先行して、1949年に大映による同原作からの映画化『どぶろくの辰』(田坂具隆監督)がある。

## あらすじ
タツは読み書きのできない労働者で、北海道の森の奥深くで骨の折れる道路建設プロジェクトに取り組んでいます。ロードクルーは、残忍さの中にユーモアを見つける大酒飲みの集団だ。タツもその一人のようですが、根は優しい男です。彼は収容所で働く少女シノに恋をするが、彼女が彼を拒絶した後でも、邪悪な職長の誘惑から彼女を守るために奮闘する。報復から逃れるためにキャンプから逃走を余儀なくされたタツは、ライバルの乗組員がかつての友人たちを襲撃しようとしていたことを知る。タツは自己保身か忠誠かの決断を迫られる。

## スタッフなど
- 製作：田中友幸
- 監督：稲垣浩
- 脚本：井手雅人、八住利雄
- 撮影：山田一夫
- 美術：植田寛
- 原作 :中江良夫
- 編集 : 武田うめ
- 音楽：石井歓
- 擬闘 :久世龍
- 助監督 : 高瀬昌弘[5]

## 配役
- 三船敏郎 : どぶろくの辰[5]
- 三橋達也 : 舎熊（棒頭)[5]
- 淡島千景 :梅子（「のんき」の女将）[5]
- 池内淳子 : 下北しの（飯場の洗濯女）[5]
- 有島一郎 :追分[5]
- 田崎潤 : 姉別[5]
- 土屋嘉男 : 木田[5]
- 田島義文 :沼尻[5]
- 香川良介 : 親方（黒政直三)[5]
- 中北千枝子 : おたか（飯場の女）[5]
- 中島そのみ : のん子（「のんき」の女）[5]
- 小杉義男 : 鬼鹿[5]
- 野村浩三 : 舞坂[5]
- 堺左千夫 :丸松[5]
- 山本廉 : 浦河[5]
- 大木正司 : 伊達浜[5]
- 谷晃 : 口入屋の親爺[5]
- 清川荘司 : 帳場（成田金作）[5]
- 大村千吉 :ポンビキ[5]
- 向井淳一郎 : 舎熊の配下[5]
- 大橋史典 : 舎熊の配下[5]
- 手塚勝巳[5]
- 津田光男[5]
- 三浦敏男[5]
- 小川安三 : 素人[5]
- 上村幸之 : 素人[5]
- 津路清子 : 松枝（飯場の女）[5]
- 樋口年子[5]
- 塩沢とき : うた子（「のんき」の女）[5]
- 伊藤実 :監視人[5]
- 中西英介 : 監視人[5]
- 黒木順 : 監視人[5]
- 大仲清治 : 監視人[5]
- 山口博義 : 監視人[5]
- 記平佳枝[5]
- 加茂幸子[5]
- 矢野陽子[5]
- 小野松枝[5]

## 併映作品
- 『社長洋行記』